# SN 2003la
SN 2003la – supernowa typu II odkryta 18 grudnia 2003 roku w galaktyce M+10-15-89. W momencie odkrycia miała maksymalną jasność 18,00m.